# 파인만의 슬래시 기법
양자장론에서 파인만의 슬래시 기법 ( Feynman slash notation ) 은 디랙 장의 연구에서 파인만에 의해 도입된 사차원 벡터와 감마 행렬 γ 의 축약를 나타내는 표기법이다:
{\displaystyle {A\!\!\!/}\ \equiv \gamma ^{\mu }A_{\mu }=\gamma _{\mu }A^{\mu }} .
여기서 Aμ 는 공변 벡터, Aμ 는 반변 벡터이며 아인슈타인 표기법을 사용하고 있다. {\displaystyle {A\!\!\!/}} 는 「A슬래시」라고 읽는다.

## 항등식
감마 행렬의 반교환 관계 {γμ, γν} = 2gμν 를 사용함으로써 임의 벡터 a, b 에 대해 다음 항등식이 성립한다.
{\displaystyle {\begin{aligned}{a\!\!\!/}{a\!\!\!/}&\equiv a^{\mu }a_{\mu }\cdot I_{4}=a^{2}\cdot I_{4}\\{a\!\!\!/}{b\!\!\!/}+{b\!\!\!/}{a\!\!\!/}&\equiv 2a\cdot b\cdot I_{4}\,\end{aligned}}} .
여기서 I4 는 4차원 단위 행렬이다.
특히
{\displaystyle {\partial \!\!\!/}^{2}\equiv \partial ^{2}\cdot I_{4}} .
다음 항등식은 감마 행렬의 성질로부터 계량 텐서와 내적을 지환함으로써 직접 얻어진다. 예를 들면
{\displaystyle {\begin{aligned}\operatorname {tr} ({a\!\!\!/}{b\!\!\!/})&\equiv 4a\cdot b\\\operatorname {tr} ({a\!\!\!/}{b\!\!\!/}{c\!\!\!/}{d\!\!\!/})&\equiv 4\left[(a\cdot b)(c\cdot d)-(a\cdot c)(b\cdot d)+(a\cdot d)(b\cdot c)\right]\\\operatorname {tr} (\gamma _{5}{a\!\!\!/}{b\!\!\!/}{c\!\!\!/}{d\!\!\!/})&\equiv 4i\epsilon _{\mu \nu \lambda \sigma }a^{\mu }b^{\nu }c^{\lambda }d^{\sigma }\\\gamma _{\mu }{a\!\!\!/}\gamma ^{\mu }&\equiv -2{a\!\!\!/}\\\gamma _{\mu }{a\!\!\!/}{b\!\!\!/}\gamma ^{\mu }&\equiv 4a\cdot b\cdot I_{4}\\\gamma _{\mu }{a\!\!\!/}{b\!\!\!/}{c\!\!\!/}\gamma ^{\mu }&\equiv -2{c\!\!\!/}{b\!\!\!/}{a\!\!\!/}\\\end{aligned}}}
여기서 εμνλσ 는 레비 티비타 완전 반대칭 텐서 .

## 사차원 운동량
디랙 방정식을 사용하여서 산란 단면적을 풀 때 사차원 운동량에 대해 슬래시 기법을 사용한다: 감마 행렬은 다음 디랙 표현을 사용하면
{\displaystyle \gamma ^{0}={\begin{pmatrix}I&0\\0&-I\end{pmatrix}},\quad \gamma ^{i}={\begin{pmatrix}0&\sigma ^{i}\\-\sigma ^{i}&0\end{pmatrix}}} ,
여기서 σ 는 파울리 행렬이다. 또한 사차원 운동량의 정의:
{\displaystyle p_{\mu }=\left(E,-p_{x},-p_{y},-p_{z}\right)}
에 따라서, 다음을 얻는다.
{\displaystyle {\begin{aligned}{p\!\!/}&=\gamma ^{\mu }p_{\mu }=\gamma ^{0}p_{0}+\gamma ^{i}p_{i}\\&={\begin{bmatrix}p_{0}&0\\0&-p_{0}\end{bmatrix}}+{\begin{bmatrix}0&\sigma ^{i}p_{i}\\-\sigma ^{i}p_{i}&0\end{bmatrix}}\\&={\begin{bmatrix}E&-\sigma \cdot {\vec {p}}\\\sigma \cdot {\vec {p}}&-E\end{bmatrix}}.\end{aligned}}}
가튼 결과는 바일 표현과 같은 다른 표현을 사용하면서도 얻을 수 있다.

## 참고 문헌
- Halzen, Francis; Martin, Alan (1984). 《Quarks & Leptons: An Introductory Course in Modern Particle Physics》. John Wiley & Sons. ISBN 0-471-88741-2.Halzen, Francis; Martin, Alan (1984). 《Quarks & Leptons: An Introductory Course in Modern Particle Physics》. John Wiley & Sons. ISBN 0-471-88741-2.

## 같이 보기
- 감마 행렬